# الیس پائول
الیس پائول (۱۴ ژانویه، ۱۹۶۵) خواننده و ترانه سرا و موسیقیدان فولکلور آمریکایی است. در شهرستان اروزتوک، مین متولد شد. پائول یک چهره کلیدی در مدرسه آهنگسازی بوستون و سبک پاپ‌فولکلور است. به تدریج موسیقی پاپ او در فیلم‌ها و تلویزیون ظاهر شد و این پل ارتباطی بود بین موسیقی فولکلور مدرن و پوپولیستی و آشنایی با وودی گاتری و پیت سیگر.